# Torsten Spanneberg
Torsten Spanneberg, né le 13 avril 1975 à Halle (Saxe-Anhalt), est un nageur allemand.

## Biographie
Aux Jeux olympiques d'été de 2000 à Sydney, Torsten Spanneberg remporte la médaille de bronze à l'issue de la finale du relais 4 × 100 m 4 nages en compagnie de Stev Theloke, Jens Kruppa et Thomas Rupprath.